# 45 mm haubica batalionowa wz. 1929
45 mm haubica batalionowa wz. 1929 (ros. 45-мм батальонная гаубица образца 1929 года) – radzieckie działo piechoty skonstruowane w połowie lat 20.
Działo te zostało skonstruowane w 1925 roku przez F. F. Łendora w ramach programu mającego na celu opracowanie lekkiego działa przeznaczonego do wspierania piechoty, które według planów miało być umieszczone na szczeblu batalionu. Zostało przyjęte do uzbrojenia w 1930 roku. W 1931 roku uruchomiono produkcję tych dział w fabrykach Krasnyj Putiłowiec i numer 8. W momencie uruchomienia produkcji działo wz. 1929 było już konstrukcja przestarzałą. W tym czasie lekkie działa piechoty były już wypierane przez wyspecjalizowane działa przeciwpancerne. Pociski wystrzelone z działa wz. 1929 potrafiły przebić 40 mm pionowo ustawionego pancerza z odległości 1000 m, ale samo działo miało wysoka sylwetkę utrudniającą maskowanie i niewielki kąt ostrzału w poziomie. Dlatego zdecydowano się na zakup w Niemczech licencji na 37 mm armatę przeciwpancerną 1-K. Produkcje działa wz. 1929 zakończono w 1932 roku po wyprodukowaniu około 100 dział.
Wyprodukowane działa wz. 1929 znajdowały się na uzbrojeniu sowieckiej piechoty do 1942 roku.